# Wilhelm-Leopold-Pfeil-Preis
Der Wilhelm-Leopold-Pfeil-Preis, kurz auch Pfeil-Preis genannt, wurde von 1963 bis 2006 an Persönlichkeiten aus Wissenschaft oder Praxis verliehen, die sich um eine für die Zukunft beispielhafte Waldwirtschaft in Europa besonders verdient gemacht haben. Mit der Auszeichnung sollen neben den wirtschaftlichen Gesichtspunkten auch die Anforderungen berücksichtigt werden, die an den Wald hinsichtlich der allgemeinen Lebenskultur und in sozialer, hygienischer und ästhetischer Hinsicht zu stellen sind. Die von der Alfred-Toepfer-Stiftung F.V.S. Hamburg zur Verfügung gestellte Auszeichnung ist zur Erinnerung an dessen Werk nach dem forstlichen Klassiker Friedrich Wilhelm Leopold Pfeil (1783–1859), einem der Begründer der Forstwissenschaft, benannt.
Der mit 30.000 DM beziehungsweise 15.000 Euro dotierte Wilhelm-Leopold-Pfeil-Preis wurde bis 1993 jährlich durch die Forstwissenschaftliche Fakultät (früher Forstliche Abteilung) der Albrecht-Ludwigs-Universität Freiburg im Breisgau verliehen. Seit 1994 wurde er von der Stiftung an der Fachhochschule Eberswalde – der langjährigen Wirkungsstätte des Forstwissenschaftlers Pfeil – vergeben, seit 2000 in zweijährlichem Rhythmus.
Neben dem eigentlichen Pfeil-Preis wurden traditionell auch jeweils drei Europa-Studienreise-Stipendien in Höhe von je 2000 Euro für Forststudenten und in der Ausbildung befindliche junge Forstleute vergeben, damit diese ihre Kenntnisse in einem anderen europäischen Land vertiefen konnten.
Im Zuge der Neuausrichtung ihrer Preisvergaben hatte die Alfred Toepfer Stiftung F.V.S. dann jedoch beschlossen, die Vergabe des renommierten Wilhelm-Leopold-Pfeil-Preises im Jahr 2006 einzustellen. Die ersten beiden Preisträger waren Victor Dieterich (1963) und Gustav Adolf Krauss (1964), denen die Auszeichnung gemeinsam zum Auftakt der Forstlichen Hochschulwoche in Freiburg im Breisgau am 26. Oktober 1964 verliehen wurde. Die letztmalige Preisvergabe war am 19. Juni 2006 in der Aula der Fachhochschule Eberswalde an György Csóka und den leitenden Forstdirektor Karl Friedrich Sinner.

## Preisträger (Auswahl)
- 1963 – Victor Dieterich (verliehen 1964)
- 1964 – Gustav Adolf Krauss
- 1965 – Forstdirektor Ulrich Rodenwaldt
- 1966 – Forstmeister Kjeld Ladefoged
- 1967 – Gerben Hellinga, Wageningen, und Forstmeister Johannes Louis Fredéric Overbeek, Zwolle
- 1968 – Oberforstrat Wilhelm Hassenteufel, Hall bei Innsbruck, und Oberlandforstmeister Lukas Leiber, Freiburg im Breisgau
- 1969 – Hans Leibundgut, Zürich, und Oberforstmeister a. D. Hans Siebenbaum, Kitzeberg bei Kiel
- 1971 – Oberforstmeister Hermann Junack, Gartow
- 1972 – Jean Pardé, Nancy, und Stadtforstdirektor Kurt Ruppert, Frankfurt am Main
- 1975 – Stanisław Kasprzyk, Warschau (Polen), und Josef Nikolaus Köstler, Ramsau/München
- 1977 – Carl Olof Tamm
- 1979 – Alessandro de Philippis, Florenz, und Gerhard Schlenker
- 1980 – Oberlandforstmeister a. D. Walter Kremser, Hannover
- 1981 – Landesforstmeister Dipl.-Ing. ETH Eugen Bühler, Triesen (Liechtenstein)
- 1982 – Paavo Yli-Vakkuri, Helsinki (Finnland), Forstpräsident a. D. Fritz Lamerdin, Freiburg im Breisgau
- 1983 – Karl Hasel, Freiburg im Breisgau
- 1984 – Karl Friedrich Wentzel, Wiesbaden
- 1985 – Alf Bakke, Ås, (Norwegen)
- 1986 – Dušan Zachar, Zvolen (ČSSR)
- 1987 – Landesforstdirektor Herbert Scheiring, Innsbruck (Österreich)
- 1988 – Bernard Saillet, Grenoble (Frankreich)
- 1989 – Rezsö Solymos, Szentendre (Ungarn)
- 1990 – Forstdirektor Erich Bauer, Irrel (Naturpark Südeifel)
- 1991 – Björn Hägglund, Falun (Schweden)
- 1992 – Leonardas Kairiūkštis, Vilnius (Litauen)
- 1993 – Oberlandforstmeister Robert Hinz, Potsdam
- 1994 – Stanisław Szymański, Universität Poznań (Polen)
- 1995 – John Anthony Spencer, Großbritannien
- 1996 – Ministerialrat Hans-Jürgen Otto
- 1997 – Stefan Korpel
- 1998 – Birger Solberg, Norwegen
- 1999 – Forstpräsident Peter Weidenbach, Leiter der Forstdirektion Karlsruhe
- 2000 – Anatolij Pawlowitsch Petrov, Russland.
- 2002 – Joseph Crochet, Präsident des Zentralverbandes Europäischer Waldbesitzer
- 2004 – Hans Pretzsch, München
- 2006 – György Csóka, Budapest (Ungarn), und der leitende Forstdirektor Karl Friedrich Sinner